# آشیکاگا یوشی‌میتسو

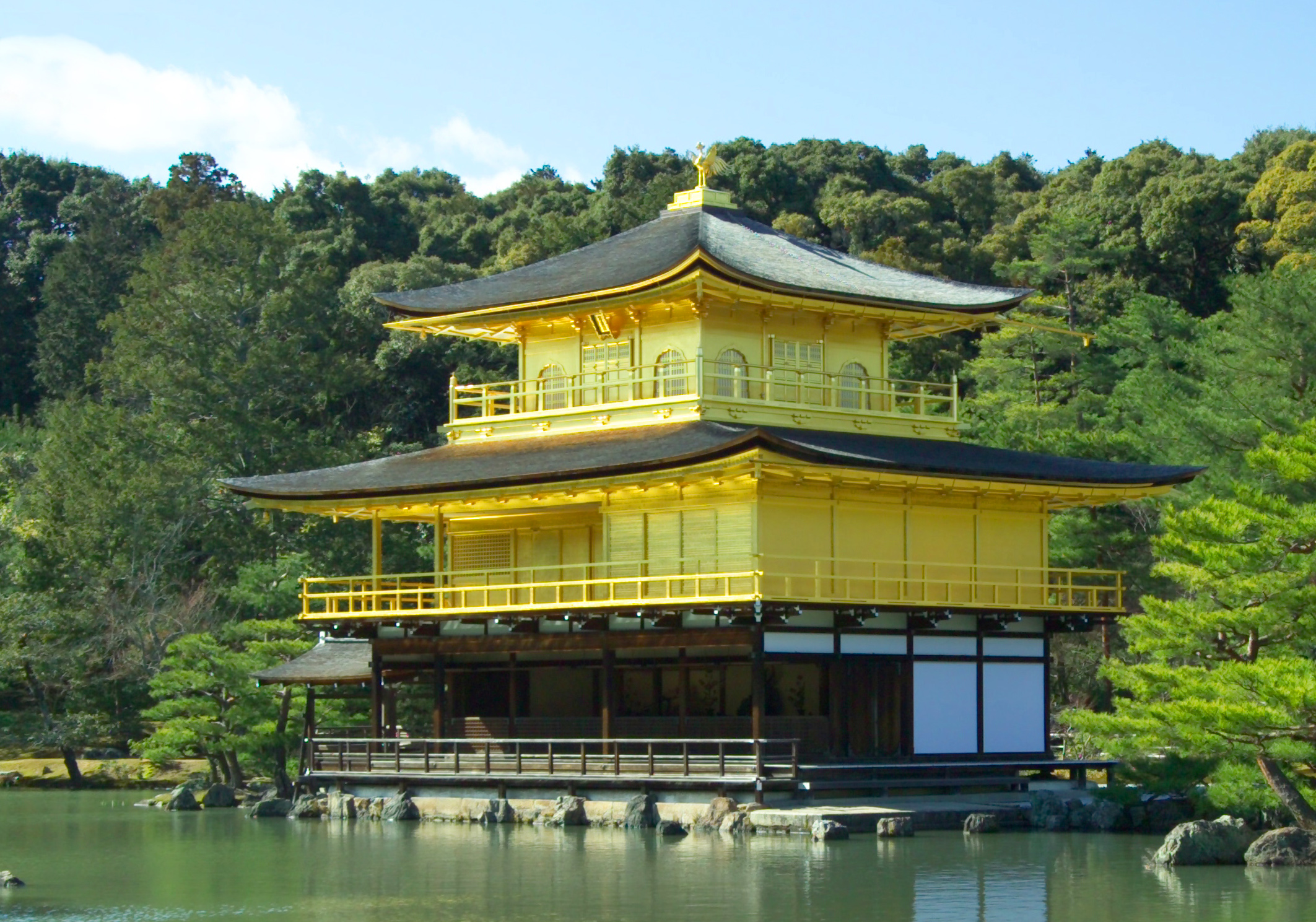
کین‌کاکوجی، به عنوان ویلای آشیکاگا یوشی‌میتسو شناخته می‌شود.

آشیکاگا یوشی‌میتسو (به ژاپنی: 足利 義満) (تولد ۲۵ سپتامبر، ۱۳۵۸، مرگ ۳۱ می، ۱۴۰۸) سومین شوگون از شوگون‌سالاری آشیکاگا در دوره موروماچی در ژاپن بود که از سال ۱۳۶۸ میلادی تا سال ۱۳۹۴ در این سمت فرمان راند.